# 丹尼·巴思
丹尼爾·坦維爾·「丹尼」·巴思（英語：Daniel Tanveer "Danny" Batth；1990年9月21日—）是一位英格蘭足球運動員，在場上的位置是後衛。現時效力於英冠球隊布力般流浪，曾效力於伍尔弗汉普顿流浪者。他曾被外借至錫周三等球隊。
2019年1月29日，巴斯加盟斯托克城。2022年1月18日，巴斯自由转会加盟桑德兰，签下了一份为期十八个月的合同。2023年9月，巴斯与诺里奇城签下了一年合同。2024年8月1日，巴斯以一年的合同加盟布莱克本流浪者，此前他曾接近在上一年夏天加盟该俱乐部。